# Itagüí
Itagüí är en kommun och stad i västra Colombia, och är belägen strax söder om Medellín i departementet Antioquia. Staden ingår i Medellíns storstadsområde och kommunen hade 245 698 invånare år 2008, med 223 555 invånare i centralorten. Itagüí är en av de mest tätbefolkade städerna i landet.